# Mohammed Ahmed
Mohammed Ahmed (né le 5 janvier 1991 à Mogadiscio en Somalie) est un athlète canadien, spécialiste du fond.

## Biographie

### 2009 à 2019
Il remporte la médaille d'or sur 5 000 m lors des Championnats panaméricains juniors en 2009.
Le 27 juin 2012, il se qualifie pour les Jeux olympiques de Londres en remportant le titre national du 10 000 m à Calgary. Son meilleur temps est de 27 min 34 s 64 obtenu à Palo Alto. Il se classe 9e du 10 000 m lors des Championnats du monde d'athlétisme à Moscou le 10 août 2013. Il réside à St. Catharines en Ontario.
Le 28 mai 2016, il porte son record personnel sur 5 000 m à 13 min 1 s 74 à Eugene, puis le 5 mai 2017, celui du 10 000 m à 27 min 30 s 00 à Palo Alto.
Il remporte la médaille de bronze des championnats du monde 2019 à Doha sur 5 000 m, derrière les Ethiopiens Muktar Edris et Selemon Barega. Il participe aussi à la compétition très relevée du 10 000 m sur piste, il terminera 6 ème après Joshua Cheptegei. Julien Wanders, recordman d'Europe du semi-marathon, participait aussi à la compétition. 

### 2020 (pandémie et Jeux olympiques reportés)
Le 30 juin 2020, lors d'un meeting du Bowerman Track Club, Mohammed Ahmed bat son record personnel sur 1 500 mètres avec un temps de 3:39.84. 
Le 10 juillet 2020, à l'occasion du deuxième meeting du Bowerman Track Club, Ahmed est en lice au 5 000 mètres. Lors de la course, il passe au 3 000 mètres en 7:46.64 soit sur des bases pour un record personnel. Il termine la course de 5 km en 12:47.20, soit un record d'Amérique du Nord et une 10e place de tous les temps. 
Le 21 juillet 2020, lors du troisième meeting du Bowerman Track Club, Mohammed Ahmed participe au 1 500 mètres qu'il remporte avec un temps de 3:34.89, nouveau record personnel. Il devient alors le 5e canadien le plus rapide de l'histoire sur la distance.  

## Palmarès
| Date | Compétition                        | Lieu           | Résultat | Épreuve  | Temps          |
| ---- | ---------------------------------- | -------------- | -------- | -------- | -------------- |
| 2009 | Championnats panaméricains juniors | Port-d'Espagne | 1er      | 5 000 m  | 14 min 12 s 11 |
| 2012 | Jeux olympiques                    | Londres        | 18e      | 5 000 m  | 14 min 12 s 11 |
| 2013 | Championnats du monde              | Moscou         | 9e       | 10 000 m | 27 min 35 s 76 |
| 2015 | Jeux panaméricains                 | Toronto        | 1er      | 10 000 m | 28 min 49 s 96 |
| 2015 | Championnats du monde              | Pékin          | 12e      | 5 000 m  | 14 min 00 s 38 |
| 2016 | Championnats du monde en salle     | Portland       | 9e       | 3 000 m  | 8 min 07 s 96  |
| 2016 | Jeux olympiques                    | Rio de Janeiro | 32e      | 10 000 m | 29 min 32 s 84 |
| 2017 | Championnats du monde              | Londres        | 6e       | 5 000 m  | 13 min 35 s 43 |
| 2017 | Championnats du monde              | Londres        | 8e       | 10 000 m | 27 min 02 s 35 |
| 2018 | Jeux du Commonwealth               | Gold Coast     | 2e       | 5 000 m  | 13 min 52 s 78 |
| 2018 | Jeux du Commonwealth               | Gold Coast     | 2e       | 10 000 m | 27 min 20 s 56 |
| 2018 | Coupe continentale                 | Ostrava        | 2e       | 3 000 m  | 7 min 57 s 99  |
| 2019 | Championnats du monde              | Doha           | 3e       | 5 000 m  | 13 min 01 s 11 |
| 2019 | Championnats du monde              | Doha           | 6e       | 10 000 m | 26 min 59 s 35 |
| 2021 | Jeux olympiques                    | Tokyo          | 6e       | 10 000 m | 27 min 47 s 76 |
| 2021 | Jeux olympiques                    | Tokyo          | 2e       | 5 000 m  | 12 min 58 s 61 |
| 2022 | Championnats du monde              | Eugene         | 6e       | 10 000 m | 27 min 30 s 27 |
| 2022 | Championnats du monde              | Eugene         | 5e       | 5 000 m  | 13 min 10 s 46 |
| 2023 | Championnats du monde              | Budapest       | 7e       | 5 000 m  | 13 min 12 s 92 |
| 2023 | Championnats du monde              | Budapest       | 6e       | 10 000 m | 27 min 56 s 43 |
| 2024 | Jeux olympiques                    | Paris          | 4e       | 10 000 m | 26 min 43 s 79 |

## Records
| Épreuve                | Performance         | Lieu                | Date            |
| ---------------------- | ------------------- | ------------------- | --------------- |
| 1 500 m                | 3 min 34 s 89       | Portland            | 21 juillet 2020 |
| 3 000 m                | 7 min 31 s 96 (NR)  | Chorzów             | 25 août 2024    |
| 2 miles                | 8 min 13 s 16       | New York            | 11 fevrier 2017 |
| 5 000 m                | 12 min 47 s 20 (NR) | Portland            | 10 juillet 2020 |
| 5 000 m (piste courte) | 12 min 56 s 87 (NR) | Boston              | 12 février 2022 |
| 10 000 m               | 26 min 34 s 14 (NR) | San Juan Capistrano | 6 mars 2022     |